# Edith Head
Edith Head (San Bernardino, Kalifornia, 1897. október 28. – Los Angeles, Kalifornia, 1981. október 24.) nyolcszoros Oscar-díjas amerikai jelmeztervező.

## Korai évek
Edith Claire Posener néven született 1897-ben, Max Posener és Anna E. Levy lányaként.
1919-ben elvégezte az egyetemet, és nyelvtanár lett. Először egy La Jolle-i iskolában tanított franciát és spanyolt, majd egy év múlva nyelv- és művészettanári állást vállalt egy hollywoodi iskolában. Hogy rajzkészségét fejlessze, esti órákra járt a Chouinard Art College-ba. 1923-ban feleségül ment Charles Headhez. Házasságuk rövid volt, 1936-ban, több év különélés után elváltak, Edith azonban Edith Head néven vált híressé.
1924-ben munkát kapott a Paramountnál mint jelmezterv-rajzoló. 1925-től kezdett jelmezeket tervezni. Az 1930-as évekre már Hollywood vezető jelmeztervezői közé tartozott.
1949-ben feleségül ment Wiard Ihnen díszlettervezőhöz. Házasságuk Ihnen 1979-es haláláig tartott.

## Paramount
Hosszú karrierje során Headet 35-ször jelölték Oscar-díjra, 1948 és 1966 között minden évben. Nyolc alkalommal nyert, többször, mint bármely más nő a filmtörténetben.
Head ismert volt visszafogott munkastílusáról, valamint arról, hogy – férfi kollégáival ellentétben – részletes megbeszéléseket tartott a színésznőkkel, akiknek ruhát tervezett. Ennek eredményeképp olyan sztárok kedvenc jelmeztervezője lett, mint Ginger Rogers, Bette Davis, Barbara Stanwyck, Shirley MacLaine és Anne Baxter. A Paramount gyakran „kikölcsönözte” Headet más stúdióknak, azok színésznőinek kérésére.

## Universal
1967-ben Head otthagyta a Paramountot, és az Universal stúdióhoz csatlakozott, ahol haláláig dolgozott. 1974-ben nyerte utolsó Oscar-díját A nagy balhé című filmhez tervezett jelmezeiért.
Az 1970-es évek végén Headet felkérték arra, hogy tervezzen női egyenruhát az Egyesült Államok Parti Őrsége számára. Head karrierje fénypontjának tekintette a megbízást.
Utolsó filmje a Halott férfi nem hord zakót című komédia volt, ami nem sokkal Head halála után került a mozikba.

## Halála
Head 1981. október 24-én halt meg (négy nappal 84. születésnapja előtt) egy ritka csontvelőbetegség következtében.

## Színésznők, akiknek ruhákat tervezett
- Mae West – She Done Him Wrong (1933), Myra Breckinridge (1970)
- Frances Farmer – Rhythm on the Range (1936), Ebb Tide (1937)
- Paulette Goddard – The Cat and the Canary (1939)
- Veronica Lake – Sullivan utazásai (1941), I Married a Witch (1942)
- Barbara Stanwyck – The Lady Eve (1941), Ball of Fire (1941), Gyilkos vagyok (1944)
- Ginger Rogers – Lady in the Dark (1944)
- Ingrid Bergman – Forgószél (1946)
- Dorothy Lamour – The Hurricane (1937) és a "The Road" filmek nagy része
- Betty Hutton – Incendiary Blonde (1945), The Perils of Pauline (1947)
- Loretta Young – The Farmer's Daughter (1947)
- Bette Davis – June Bride (1948)
- Olivia de Havilland – The Heiress (1949)
- Hedy Lamarr és Angela Lansbury – Samson and Delilah (1949)
- Bette Davis és Anne Baxter – Mindent Éváról (1950)
- Gloria Swanson – Alkony sugárút (1950)
- Elizabeth Taylor – Egy hely a nap alatt (1951), Elephant Walk (1954)
- Joan Fontaine – Something to Live For (1952)
- Audrey Hepburn – Római vakáció (1953), Sabrina (1954)
- Ann Robinson – Világok háborúja (1953)
- Grace Kelly – Hátsó ablak (1954), Fogjunk tolvajt! (1955)
- Doris Day – Az ember, aki túl sokat tudott (1956)
- Anne Baxter – Tízparancsolat (1956)
- Marlene Dietrich – A vád tanúja (1957)
- Rita Hayworth – Separate Tables (1958)
- Kim Novak – Szédülés (1958)
- Sophia Loren – That Kind of Woman (1959)
- Patricia Neal – Álom luxuskivitelben (1961)
- Tippi Hedren – Madarak (1963), Marnie (1964)
- Claude Jade – Topáz (1969)
- Jill Clayburgh – Gable and Lombard (1976)
- Valerie Perrine – W.C. Fields and Me (1976)

## Oscar-díjai
- 1950 – Fekete-fehér – Az örökösnő
- 1951 – Színes – Sámson és Delilah
- 1951 – Fekete-fehér – Mindent Éváról
- 1952 – Fekete-fehér – Egy hely a nap alatt
- 1954 – Fekete-fehér – Római vakáció
- 1955 – Fekete-fehér – Sabrina (Noha Edith Head nyerte az Oscar-díjat, Audrey Hepburn ruháinak nagy részét valójában Hubert de Givenchy tervezte)
- 1961 – Fekete-fehér – Az élet körülményei
- 1974 – A nagy balhé

## Érdekességek
- Saját magát alakította a Columbo sorozat Rekviem egy hullócsillagért című, 1972-ben forgatott epizódjában.